# نانجینگ اتومبیل

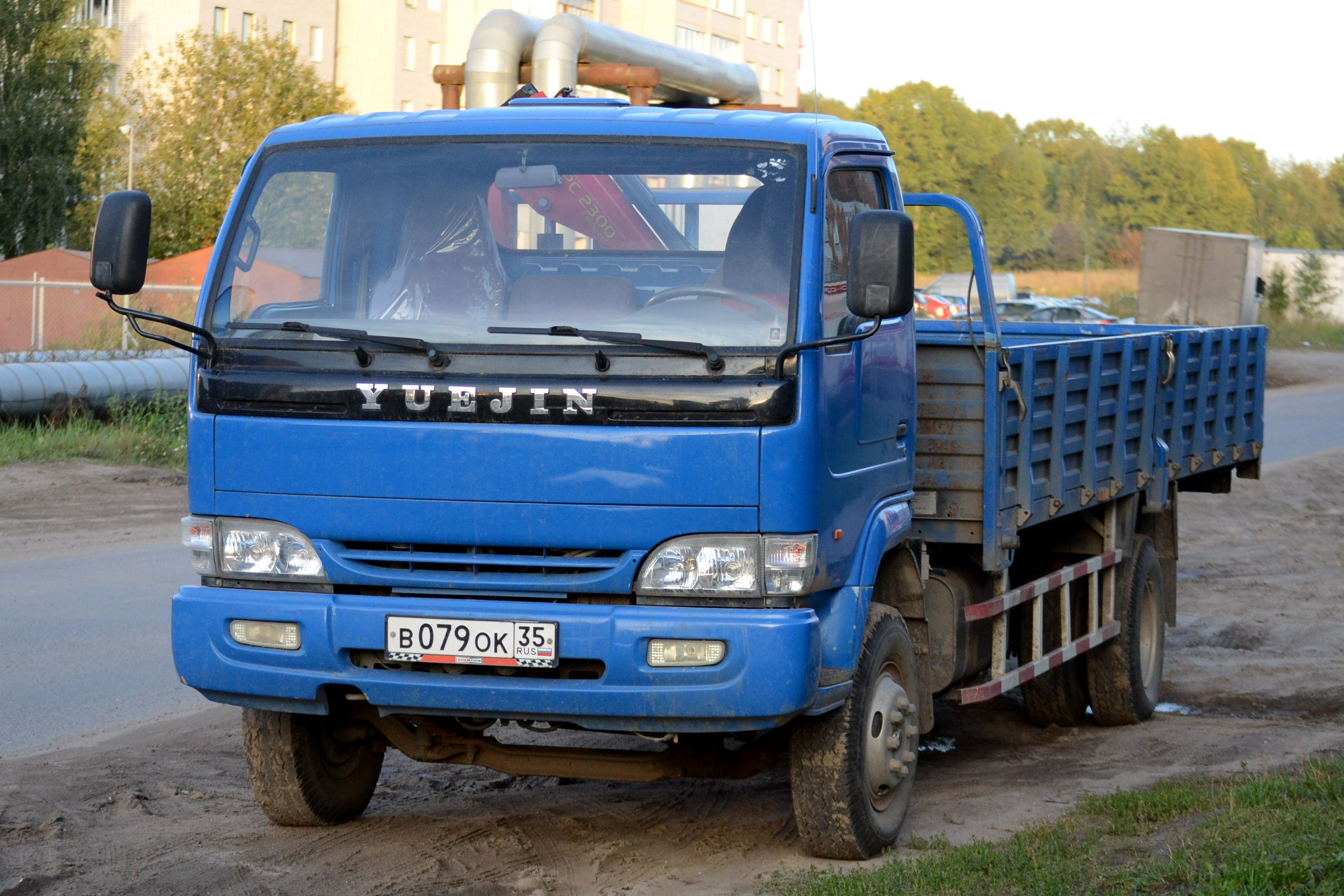
یوئجین ان‌جی۱۰۸۰

نانجینگ اتومبیل (به انگلیسی: Nanjing Automobile) شرکت خودروسازی چینی است، که از سال ۲۰۰۷ به‌عنوان زیرمجموعه‌ای از شرکت صنایع خودروسازی شانگهای فعالیت می‌نماید.
ریشه‌های تأسیس شرکت نانجینگ اتومبیل به سال ۱۹۴۷ بازمی‌گردد، که در خلال جنگ داخلی چین به‌عنوان مرکز سرویس و تعمیرات اتومبیل‌های ارتش آزادی‌بخش خلق راه‌اندازی شد و در حال حاضر قدیمی‌ترین خودروساز در جمهوری خلق چین به‌شمار می‌آید.
دفتر مرکزی این شرکت در شهر نانجینگ، جیانگسو قرار دارد و محصولات آن شامل انواع خودرو، کامیون و اتوبوس می‌باشد.